# Nemoci holubů
Tento článek obsahuje stručný seznam nemocí holubů.

## Holubí nemoci

### Holubí paraziti vnitřní – endoparaziti

#### Askaridióza – škrkavka holubí
Jedná se o 2–6 cm dlouhé oblé červy. Samičky červů Ascaridia culumbae kladou až několik milionů vajíček, která mají silné obaly, a jsou odolná vůči vysokým i nízkým teplotám, i mnohým desinfekčním prostředkům. Trusem vyloučená vajíčka se mění v larvy. Pokud holub vajíčko pozře, dostávají se larvičky přes trávicí trakt do krevního oběhu. Poté se larva usadí v plicích, po šestnácti dnech přechází do tenkého střeva, kde dospívá. Při velké invazi mohou škrkavky napadnout i svalnatý žaludek, nebo i perforovat, proděravět střevo, poté dochází k úhynu napadeného holuba.

#### Kapilarióza
Drobní vlasovití červi, pouhým okem skoro neviditelní, dlouzí asi 1 cm. Červi nejsou vylučováni jako jejich vajíčka, zůstávají pevně přichyceni ve střevě, kde se zavrtávají, a způsobují krvácení.
Léčba: léčí se preparáty s širší účinností od albendazolu. Helmigal, Levamizol.

#### Kokcidióza
Střevní onemocnění způsobené jednobuněčnými cizopasníky (bičíkovci), nejčastěji Eimeria columbarum, Eimeria labbeana. Dochází k zánětu střev, provázeným průjmem.
Léčba: úplná není možná, i zdraví holubi mají tyto cizopasníky. K velkému napadení holubů dochází, zejména pokud je nečištěný a vlhký holubník. Pokud je holubník denně čištěný, a suchý, je narušeno vývojové stadium v trusu holuba, a oocysty kokcidií se nedokáží vyvíjet. Při silné invazi se provádí léčba preparáty Solfadimidin, Sulfacox T, ESB3, Klozanit. Nepodávat současně Grit a Kolumbin. Vyšší účinek léků se dosáhne současným podáváním vitamínu K, který zabraňuje krvácení.

#### Trichomoniáza
Dělí se na slizniční, orgánovou a pupeční. Šíří se při oslabení organizmu, při invazi parazitů, onemocnění dýchacího traktu. Trichonas columbae je jednobuněčný bičíkovec schopný samostatného pohybu ve vlhkém prostředí. K vypuknutí choroby dochází při velkých požadavcích na odchov.
Léčba: úplná není možná, pouze se snižuje invaze preparátem Entizol – humánní – 1 tableta se rozdělí na čtvrtinu až osminu do zobáčků holoubatům. Metrozol, Avimetronid aj.

#### Tasemnice, plicní červi, filárie
Výskyt vnitřních parazitů jako jsou tasemnice, plicní červi a filárie je pouze sporadický a nepřikládáme mu většího významu.
Po odčervení podat holubům probiotika – Avibion, nebo bílý jogurt a vitamíny A, B-komplex

### Holubí paraziti vnější – ektoparaziti

#### Čmelík
Nejčastějším parazitem je čmelík, původem parazit některých divoce žijících ptáků. Ve volné přírodě se vyskytují zejména v hnízdech vrabců domácích (Passer domesticus), špačků obecných (Sturnus vulgaris) nebo holubů skalních (Columba livia). Z volně žijících ptáků se pak šíří i do domácích chovů okrasného ptactva a drůbeže a hojně napadá slepice, krůty, kachny i domácí holuby. Zejména čmelík kuří, který patří mezi tzv. obligatorní (nucené) vnější parazity, se živí sice převážně krví ptáků, ale v případě přemnožení nebo při nedostatku vhodnějších hostitelů napadá savce, tedy i psa a dokonce i člověka.

#### Blecha, veš, všenka, zákožka, klíště, roztoč, klíšták
Chová-li někdo ať užitkové, nebo okrasné ptactvo, měl by věnovat náležitou péči hygieně chovu. Klece a kurníky, holubníky, je třeba pravidelně čistit, dlážky asanovat. Obecně proti vnějším parazitům jako jsou blecha, veš, všenka, zákožka, klíště, roztoč nebo klíšták existuje celá řada preventivních opatření. Dvakrát do roka generální úklid holubníku, jednou do roka vybílení stěn vápnem, na zem lze sypat dřevěný popel, do hnízd stlát suché listí ořešáku. Při těchto úklidech je třeba důkladně vystříkat hnízda, hřady a prostě veškerý „nábytek“ vhodnými přípravky (Arpalit, Biolit, Bio Kill, horká voda s louhem). Kromě těchto hlavních úklidů je třeba provádět častější malé úklidy, při kterých se mění podestýlka v hnízdech a odstraňuje trus a přitom přestříknout přípravky alespoň hnízda. Stejně jako na všechny tyto vnější parazity je i na čmelíky účinný sprej Diffusil V-MR. Důkladnou očistu je vhodné provádět tehdy, když jsou „domácí“ mimo svůj příbytek, protože výše zmíněné přípravky jsou při vyšší koncentraci škodlivé nejen pro hmyz, ale i ptáky a savce. Pokud se budou tato základní hygienická opatření dodržovat, není třeba se bát přemnožení těchto parazitů.

### Holubí nemoci bakteriálního původu

#### Paratyf – Salmonelóza
Salmonelóza má formy střevní, kloubní, orgánové a nervové. Vyskytují se až v 2000 kmenech, různě silných. Slabší kmeny lze tlumit, nebo i léčit.
Léčba: antibiotiky tetraciklinové řady, Doxygal, CTC 50, účinnější je Gentamicin. Zabírají i novější léky na kokcidiózu – Sulfacox T, Klozanit. Léčba profylakticky – Bakteriofág.

#### Stafylokoková nákaza
Stafylokoková nákaza bývá zaměňována se salmonelózou. Projevuje se kulháním, abscesy, hnisavými klouby.
Léčba: méně účinná – antibiotiky.

#### Ornitóza
Rýmové příznaky, jednostranný zánět oka. Běžné onemocnění v chovech holubů, kde je nedostatečné větrání. I zdravý holub má v sobě bakterie typu heamophillus, chlamydie, herpesviry, mykoplasmata. K propuknutí nemoci dochází při oslabení obranyschopnosti houba.
Léčba: možná spíše individuálně dlouhodobým podáváním antibiotik tetracyklinové řady, zejména přípravky Ornicure, Ronaxan, Doxygal. Při silné invazi může být přenosná i na člověka.

#### Infekční rýma
Různé virózy, bakteriózy, plísně jako třeba aspergilóza. Pro různé příčiny těžko léčitelná.
Prevence: podávání vitamínu A
Léčba: doxycykliny, třeba Doxygal. Po ukončení léčby antibiotiky je nutné podávat probiotika stabilizující a regenerující střevní mikrofloru, například Avibion 

### Infekční a virová onemocnění holubů

#### Aspergilóza
Aspergilóza je nemoc řazená i mezi infekční rýmu. Onemocnění způsobené houbou rodu aspergillus, výhradně u oslabených jedinců. Postiženy jsou plíce, srdce i další orgány. Tato nemoc končí úhynem napadeného jedince

#### Adenoviróza – cirkoviróza
Při adenoviróze – cirkoviróze dochází ke značnému úhynu holoubat, která měla průjem a zvracení. Je to nová nemoc, poprvé prokázaná roku 1993 v USA, nyní rozšířená po celém světě. Jsou to viry způsobující oslabení imunitního systému, nemoc označovaná jako „AIDS holubů“. Přenos zejména kontaminovaným trusem.
Léčba: Ronidazol

#### Neštovice – diftérie
Původcem viru je poxvirus rodu avipoxvirus, zahrnovaný do podčeledě chordopoxivirinae, čeledě poxviridae. Neštovice mají formy kožní, při nich se objevují zpočátku vlhká ložiska, která rychle vysychají, povrch nepravidelný, žlutohnědé, nebo tmavohnědé barvy. Po zaschnutí strupy opadávají a zůstává jizva. Dále mají formu slizniční, kdy v dutině zobáku a horních dýchacích cestách se objevuje pablána, která při odstraňování krvácí. Dochází k poruchám přijímání potravy a dýchání, dochází k úhynům. Forma kožní i slizniční se může objevit společně. 
Prevence: očkování

#### Paramyxoviróza – pseudomor
Paramyxoviróza (pseudomor) je velmi závažné onemocnění. Nejprve jsou holubi snadno unavitelní, pospávají. Později se objeví průjem vodnatého charakteru. Nervové příznaky: zkroucení krku, obrna, ztráta rovnováhy. Holubi po vyplašení naletí na stěnu, nebo se převrátí. Při zobání zrní holub zvrátí hlavu na stranu a zobne vedle zrna. Při pokročilém stadiu nemoci holub nedokáže sám přijímat potravu. 
Prevence: povinné očkování injekční, vakcína Novibac – Paramyxo, nebo méně účinný Avipest.

#### Rotaviróza
Rotaviróza se přenáší přímým stykem, i přenesenými vejci. Většinou způsobuje nádorové onemocnění.

#### Reovirové infekce
Viry rodu Reovirus (orthoreoviry) jsou v živočišné říši všeobecně rozšířené. Byly izolovány u ptáků postižených respiračními i střevními příznaky, ale i u ptáků bez klinických projevů onemocnění (subklinické infekce). Některé kmeny způsobují stav snížené imunity. Ptáci přežívající infekci získávají aktivní imunitu. Existuje možnost přetrvávajícího (perzistentního) vylučování viru i u imunních zvířat.

#### Herpesvirová infekce – inkluzní hepatitida
Při herpesvirová infekcie – inkluzní hepatitidě se projevuje průjem, nezájem o krmivo, zvracení, vyšší žíznivost, velmi těžké onemocnění. Nozdry zalepené hlenem, dýchací potíže, neschopnost letu.
Léčba: není známá
Prevence: společné očkování s vakcínou proti paramyxoviroze: Colinax NH, Pharmavac – Columbi 2.

### Poruchy látkové výměny, poruchy metabolismu holubů, nemoci z podvýživy holubů

#### Avitaminóza  A
Nedostatek vitamínu A (retinolu) se projevuje snížením citlivosti zraku, vysycháním oční rohovky. Vitamín A podporuje růst a zvyšuje odolnost proti infekčním nemocem. Při předávkování vitamínem A podrážděnost, poruchy vývoje. Přírodní zdroj: žloutky, máslo, mrkev, nať petržele, jeřabina, paprika, špenát. (Combinal A)

#### Avitaminóza  B
Do skupiny vitaminu B se řadí:
- Vitamín B1 – thiamin
- Vitamin B2 – riboflamin
- Vitamin B3 – Niacin (kyselina nikotinová)
- Vitamin B5 – pantenol (kyselina pantothenová)

(přírodní zdroj: v semenech)
- Vitamin B6 – piridoxin
- Vitamin B9 – folacin (kyselina listová)

(přírodní zdroj: tmavě zelené rostliny)
- Vitamin B12 – kobalamin
- Vitamin H – biotin

(přírodní zdroj: droždí, vaječný žloutek, soja, ořechy)
Nedostatek vitamínů skupiny B se projevuje zvýšenou embryonální úmrtností a zpomaleným růstem mláďat, nervová soustava bývá vážně poškozena. Přírodní zdroj: pivovarské droždí, kefír, acidofilní mléko (B-komplex, pangamin)

#### Avitaminóza  C
Vitamín C (kyselina askorbová) zvyšuje energetickou produkci látkového metabolismu, a tím pomáhá dostatečné tvorbě protilátek (lepší překonávání stresových situací a nízkých nebo vysokých teplot). Při nedostatku vitamínu C je malátnost, únava, snížený příjem potravy. Při podání vysokých dávek vitaminu C dochází k průjmům. Přírodní zdroj: šípky, nať petržele, černý rybíz, jahody, křen, zelí, paprika. 

#### Avitaminóza  D
Nedostatek vitamínu D (kalciferolu) způsobuje rachitidu mláďat, svalovou slabost, snížený příjem potravy. Při předávkování může dojít k odvápnění měkkých tkání, narušení růstu, poškození ledvin. Vitamín D se v těle vytváří působením slunečního záření z provitamínů. Přírodní zdroj: žloutek, máslo, mléko. (Infadolan, Combinal D3) 

#### Avitaminóza  E
Vitamín E (tokoferol) podporuje pohlavní činnost, nedostatek způsobuje degeneraci svalstva a nervové poruchy. Při předávkování vitamínem E dochází k průjmům. Přírodní zdroj: kukuřice, hrách, kukuřičný olej, olej z obilných klíčků, sójový olej, vajíčka, špenát. (Combinal E)

#### Avitaminóza  K
Nedostatek vitamínu K (filokikonu) se projevuje zvýšeným krvácením a zhoršenou srážlivostí krve. Přirozený zdroj: soja, oves, pšenice, sojový olej, špenát, žloutek, zelený čaj. (Combinal K1) 

#### Avitaminóza  H
Vitamín H (biotin) má přímý vliv na kvalitu peří, jeho nedostatek způsobuje poruchy ve vývoji peří, které je řídké, matné, nedostatečně přiléhá k tělu. Přírodní zdroj: droždí, vaječný žloutek, soja, ořechy. (Roboran H) 

#### Dna
Dna je způsobena nedostatkem minerálních látek, dochází k poruše látkového metabolismu a poškození činnosti ledvin, jde o nedostatečný přísun vitamínu A. Soli kyseliny močové se ukládají v kloubech a v okolí šlach, příznaky: pohybové poruchy, ptáci namáhavě létají, mají opuchlé klouby a později jsou apatičtí a leží na zemi.

### Otravy holubů
Otravy mohou vzniknout krmením plesnivým krmivem, mořeným zrním, návnadovými jedy, nebo předávkováním léků či vitamínů. Jako první pomoc lze podat holubům mléko, to je dobrý protijed při otrávení minerálními jedy, lze použít i bílek, nebo vyvolat průjem, nejlépe lněným olejem, a vyhledat pomoc veterináře. Obyčejně však přichází pomoc pozdě, zejména, požil-li holub mnoho jedu.